# Cantó de La Fòrça
El cantó de La Fòrça és un cantó francès del departament de la Dordonya, situat al districte de Brageirac. Té 12 municipis i el cap és La Fòrça.

## Municipis
- Bòsc Sec
- Fraisse
- Lo Flèis
- La Fòrça
- Ginestet
- Las Leschas
- Lunàs
- Mont Faucon
- Prigond Riu
- Sent Jòrge de Blancanés
- Sent Geri
- Sent Peir d'Eiraud

## Història
| Data d'elecció                           | Identitat          | Partit | Qualitat |
| ---------------------------------------- | ------------------ | ------ | -------- |
| 1979-2004                                | François Lasternas | PS     |          |
| 2004-                                    | Armand Zaccaron    | PCF    |          |
| les dades anteriors no són pas conegudes |                    |        |          |
|                                          |                    |        |          |

## Demografia
| 1962  | 1968  | 1975  | 1982  | 1990   | 1999   | 2006   |
| ----- | ----- | ----- | ----- | ------ | ------ | ------ |
| 7.636 | 8.085 | 8.614 | 9.725 | 10.996 | 11.394 | 11.802 |